# Тупий (гора)
Туп́ий — найвища вершина масиву Тупий (частина Вулканічного хребта) в Українських Карпатах. Розташована на межі Хустського та Іршавського районів Закарпатської області, на північний-схід від села Малий Раковець.
Висота 878 м. Форма вершини — куполоподібна. Складається з андезитів, андезито-базальтів, базальтів і туфів. Схили асиметричні: північні та східні — крутіші, південні та західні — пологіші. Схили та вершина — заліснені, крім невеликої ділянки на південно-східному схилі. Західні відроги простягаються до населених пунктів: с. Малий Раковець, с. Липовець та с. Імстичово; сильно змінені внаслідок антропогенної діяльності. Верхній ярус гори зайнятий буковими лісами, нижній — буково-грабовими.
На південний-схід від вершини на відстані 2,4 км розташована гора Китиця (841 м). На північно-східному схилі починає свій витік потік Бистра, який впадає в р. Боржаву.
Найближчі населені пункти: с. Малий Раковець та с. Імстичово.